# Трейл-Крик (пещеры)
Пещеры Трейл-Крик (англ. Trail Creek) — группа из двенадцати пещер, открытых в национальном заповеднике Беринг-Лэнд-Бридж на полуострове Сьюард, Аляска (США). Является значительным в плане археологии местом в связи с обнаружением нескольких артефактов древних охотников. Эти находки включали каменные орудия, а также фрагменты костей, которым около 8500 лет. Пещеры впервые были раскопаны в конце 1940-х годов датским археологом Хельге Ларсеном. Расположены вдоль реки Трейл-Крик, вблизи её впадения в Коттонвуд Крик в боро Нортуэст-Арктик.
В 2018 году из зуба маленького ребёнка из пещеры Трейл-Крик 2, жившего 9000 лет назад, секвенировали ДНК с покрытием 0,4×. Геном образца Trail Creek Cave 2 вместе с геномом образца USR1 с местонахождения Река Восходящего Солнца в долине Танана (11,5 тыс. лет назад) относится к популяции древних берингийцев. Митохондриальная ДНК образца Trail Creek Cave 2 относится к базальной линии митохондриальной гаплогруппы B2, отличающейся от производной линии B2, обычно встречающейся в Америке.